# أرزية
الأَرْزِيَّة أو اللَّارَكْس أو اللَّارِكْس أو اللارقس (باللاتينية: Larix) جنس شجري يتبع الفصيلة الصنوبرية ويضم 10-15 نوعاً.

## من أنواع الأرزية
- أرزية الأمير روبرت (باللاتينية: Larix principis-rupprechtii)
- الأرزية الأوروبية (باللاتينية: Larix europaea)
- الأرزية البوتانينية (باللاتينية: Larix potaninii)
- الأرزية الخلابة (باللاتينية: Larix speciosa)
- الأرزية السيبيرية (باللاتينية: Larix sibirica)
- الأرزية الغربية (باللاتينية: Larix occidentalis)
- الأرزية الغريفيثية (باللاتينية: Larix griffithii)
- الأرزية الغملينية (باللاتينية: Larix gmelinii)
- الأرزية الكاجاندرية (باللاتينية: Larix cajanderi)
- الأرزية الكندية (باللاتينية: Larix laricina)
- الأرزية الماسترزية (باللاتينية: Larix mastersiana)
- أرزية الهملايا (باللاتينية: Larix himalaica)

## الإستعمالات
كما تم استعمال أرزية في طب الأعشاب بصفته نبات طبي.